# 丸山修 (俳優)
丸山 修（まるやま おさむ、1915年8月30日 - 没年不明）は、日本の俳優。長野県松本市出身。旧制長野県松本中学校卒業。新興キネマ、日活を経て、大映、アロー・エンタープライズに所属していた。

## 出演作品

### 映画
特筆以外、全て製作・配給は大映である。
- 虹男（1949年） - 新聞記者
- 稲妻（1952年） - 喜助
- 十代の誘惑（1953年） - 山下教頭
- 或る女（1954年）
- 月よりの使者（1954年） - 佐々副院長
- 楊貴妃（1955年） - 李亀年
- ブルーバ（1955年） - 山田健吉
- 赤線地帯（1956年） - 佐藤安吉
- 処刑の部屋（1956年） - 製パン工場の男
- 夜の蝶（1957年） - 北本
- 大阪の女（1958年） - 病院の医師
- 殺されたスチュワーデス 白か黒か（1959年） - 石井昇之助
- 浮草（1959年） - 徳造
- 歌行燈（1960年） - 望月
- 不知火検校（1960年） - 七兵衛
- 釈迦（1961年） - ジーワカ
- 瘋癲老人日記（1962年） - 油谷茂
- 秦・始皇帝（1962年） - 儒者
- 黒シリーズ
  - 黒の札束（1963年） - アジア化工総務課長
  - 黒の死球（1963年） - 岸本
  - 黒の凶器（1964年） - 高杉
- 妖僧（1963年） - 大輔布勢
- アスファルト・ガール（1964年） - 大久保
- あゝ零戦（1965年）
- ガメラシリーズ
  - 大怪獣ガメラ（1965年） - 原研所長
  - 大怪獣空中戦 ガメラ対ギャオス（1967年） - 地震研究所所長
  - ガメラ対大魔獣ジャイガー（1970年） - 南海丸船長
- にせ刑事（1967年） - 駅助役
- 蛇娘と白髪魔（1968年） - 医師
- 女の警察 乱れ蝶（1970年、ダイニチ映配） - 眼科医

### テレビドラマ
- 東芝土曜劇場（1959年、CX）
  - ちゃんこ横綱
  - 二夜の女
- 図々しい奴 第2話（1963年、TBS）
- 土曜日の虎（1966年、TBS）
  - 第8話「甘い樹液」 - 半沢
  - 第13話「死刑執行人」 - 向井
- ザ・ガードマン 第64話「東洋の涙」（1966年、TBS）
- 恋人はLサイズ 第2話（1970年、CX）
- 特別機動捜査隊 第497話「人生試験地獄」（1971年、NET） - 小川
- 太陽の恋人（1971年、NET） - 校長先生
- ターゲットメン 第2話「帰って来た大海賊」（1971年、NET）
- 仮面ライダー 第36話「いきかえったミイラ怪人エジプタス」（1971年、MBS） - 大野雄二
- 大江戸捜査網 第2シリーズ 第32話「幸福を拾った娘」（1973年、12ch） - 稲垣主膳
- パパと呼ばないで（NTV）
  - 第2話「あたしとどっちが好き?」（1972年）
  - 第19話「嫁にはやれません!」（1973年）
- 雑居時代 第25話「やっちゃった!?」（1974年、NTV）
- 君待てども（1974年、THK）
- 伝七捕物帳 第58話「花となった女」（1975年、NTV） - 大野屋